# Vocal tancada posterior no arrodonida
La vocal tancada posterior no arrodonida és un so de la parla que es representa amb el signe [ɯ] en l'AFI. Aquest signe és una lletra m minúscula invertida, però considerant la relació d'aquest so amb el de la lletra u, es pot descriure com una u amb una pota de més. Informalment, aquest so també se l'anomena "u no arrodonida".
Aquest so existeix, en contrast amb [u] i/o [i], en llengües com: turc, àzeri, tàtar, gaèlic irlandès, gaèlic escocès, tailandès, vietnamita, i coreà.

## Característiques
- És una vocal perquè no hi ha obstrucció total del pas de l'aire.
- És una vocal oral perquè no hi ha obertura del canal nasal.
- És una vocal alta o vocal tancada perquè la base de la llengua puja a la posició més alta possible a tocar del paladar sense arribar a crear una constricció que faria considerar el so una consonant.
- És una vocal posterior perquè la llengua s'enretira a la posició més enrere possible sense arribar a crear una constricció que faria considerar el so una consonant.
- És una vocal no arrodonida perquè s'articula amb els llavis distesos, en la posició ordinària.

## En català
En català no existeix aquest so.
Una manera de descriure com pronunciar-lo és que cal posar els llavis per pronunciar una i, i sense moure els llavis, acabar pronunciant una u.